# Sanam Luang
Sanam Luang(tiếng Thái: สนามหลวง; phát âm tiếng Thái: [Sanam Luông]) là một bãi cỏ hình ô van rộng lớn, mệnh danh là "cánh đồng của Hoàng gia", dùng làm chỗ hỏa táng các nhân vật hoàng tộc Thái Lan. Đây còn là nơi trồng lúa nước mang tính nghi thức và cũng là một công viên cho dân chúng. Sanam Luang nằm ở vị trí trước Wat Phra Kaew và Cung điện Hoàng gia, thuộc quận Phra Nakhon, Bangkok.

## Lịch sử
Quốc vương Rama I là người truyền lập cánh đồng này làm nơi hỏa táng hoàng thân quốc thích. Tên mà nhà vua ban là Thung Phra Mane (ทุ่งพระเมร). Truyền thống đặt dàn hỏa táng vua chúa Thái ở đây đến nay vẫn giữ. Tang lễ tổ chức gần đây nhất tại Sanam Luang là tang lễ mẫu hậu của quốc vương Bhumibol vào năm 1997. Tuy có những ngoại lệ nhưng dù trường hợp nào thì vẫn có sự bảo trợ của hoàng gia khi dùng Sanam Luang. Điển hình là lễ hỏa táng thi thể của nhóm người bị giết trong cuộc cách mạng năm 1973.
Sang thời quốc vương Rama III, Sanam Luang trở thành nơi trồng lúa mang tính nghi thức của hoàng gia nhằm thể hiện rằng Xiêm là một quốc gia giàu có, sung túc. Đến triều Rama IV thì lễ tịch điền của hoàng gia cũng tổ chức ở đây. Ngày nay ở Sanam Luang vẫn còn một thửa ruộng trồng lúa bên cạnh dinh Wang Na của thái tử. Dinh này nay được dùng làm viện bảo tàng cấp quốc gia. Năm 1855, quốc vương Rama IV đổi tên thửa ruộng đó thành Thong Sanam Luang, và nay thì được gọi tắt là Sanam Luang (tiếng Thái: สนามหลวง).

## Miêu tả
Những cây me đứng sừng sững có vẻ trịnh trọng gần một thế kỷ trôi qua, bao bọc quanh Sanam Luang, biến nơi này thành nơi giải trí của mọi cư dân. Người Thái có thể thả bộ thoải mái những lúc rảnh rỗi. Môn bóng đá không chuẩn bị trước và các hoạt động giải trí được diễn ra ở đây. Thời gian từ trung tuần tháng 2 cho đến tháng 4, người ta hay thấy những tay bán hàng rong những cái giá trang trí thật đẹp mắt với đủ kiểu, đủ kích cỡ. Cuộc thi thả diều được tổ chức hàng năm tại đây, lôi cuốn những tay cự phách tranh tài khắp đất nước cũng như nước ngoài tham dự. Sanam Luang cũng là nơi người ta lãnh đạo các lễ hội như sinh nhật của Hoàng gia và lễ mừng năm mới.

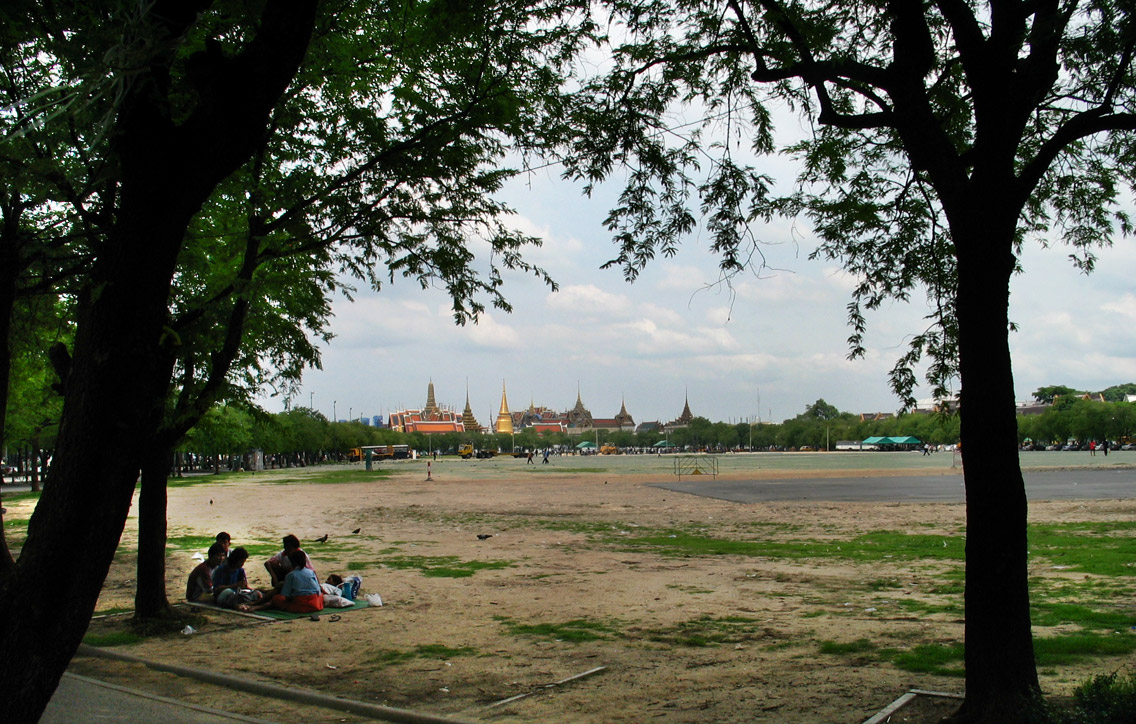
Một buổi picnic nhỏ của người dân Bangkok trước Sanam Luang

Phía Đông Bắc Sanam Luang có một điện thờ trong đó có pho tượng Mae Toranee thu hút nhiều sự chú ý. Một nhân vật chủ yếu về cuộc đời của đức Phật, hình ảnh của Mae Toranee do hoàng đế Chulalongkorn thiết lập, có diễn biến mới vào thế kỷ thứ 20, xem như nguồn nước công cộng. Qua nhiều câu chuyện của đức Phật, có một nữ thần đưa tay hứng dòng nước chảy tràn lên mái tóc của nữ thần để gội rữa những tội lỗi xấu xa đe dọa việc đức Phật ngồi thiền.
Sanam Luang nay trở thành một trong những nơi vui chơi giải trí thu hút của Bangkok, nơi người dân thủ đô lẫn du khách tập trung đông đúc lúc về chiều.